# Wikipédia en mannois
Wikipédia en mannois (en mannois : Wikipedia yn Gaelg) est l’édition de Wikipédia en mannois, langue celtique gaélique parlée dans l'île de Man au Royaume-Uni. L'édition est lancée en septembre 2003 et dans les faits en mai 2004. Son code est : gv.
Au 20 mars 2025, l'édition en mannois contient 6 853 articles et compte 21 526 contributeurs, dont 28 contributeurs actifs et 3 administrateurs.
Les autres Wikipédia en langue celtique sont, pour les langues brittoniques, la Wikipédia en gallois qui compte 281 915 articles, la Wikipédia en breton qui en compte 87 980 et la Wikipédia en cornique qui en compte 7 088 et, pour les langues gaéliques, la Wikipédia en gaélique écossais qui compte 15 987 articles et la Wikipédia en irlandais qui en compte 61 554.

## Présentation

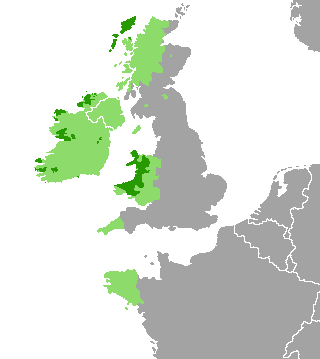
Aire de diffusion des langues celtiques.
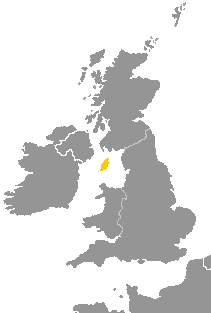
Aire de diffusion du mannois.

## Statistiques
- Le 10 mars 2015, l'édition en mannois compte 4 809 articles et 9 215 utilisateurs enregistrés[3], ce qui en fait la 157e[4] édition linguistique de Wikipédia par le nombre d'articles et la 157e[5] par le nombre d'utilisateurs enregistrés, parmi les 287 éditions linguistiques actives.
- Le 14 octobre 2022, elle contient 5 674 articles et compte 18 298 contributeurs, dont 23 contributeurs actifs et 3 administrateurs.
- Le 4 septembre 2024, elle contient 6 809 articles et compte 20 852 contributeurs, dont 20 contributeurs actifs et 3 administrateurs.